# Лобойко Іван Миколайович
Іван Миколайович Лобойко (1786—1861) — російський літератор, білоруський філолог, історик, педагог, заслужений професор Віленського університету.

## Походження та навчання
І.Лобойко народився в сім'ї чиновника Харківської казенної палати 21 липня 1786 року (за старим стилем), проте за підрахунками самого І.Лобойко роком народження міг бути 1788 рік.
Закінчив Слобідсько-Українську гімназію і в 1805 році став одним з перших студентів, щойно відкритого Харківського університету. Був одним з перших учнів професора філософії Йоганна Шада.

## Педагогічна діяльність
Після закінчення університету в 1808 році був призначений старшим учителем у гімназії в Новгороді-Сіверському, де викладав логіку, психологію і словесність. Потім І.Лобойко в 1811 році, став вчителем німецької мови у старших класах рідний Слобідсько-Української гімназії. У 1812 році редагував інформаційно-бібліографічний часопис «Харьковский еженедельник».
У серпні 1815 року І.Лобойко отримав місце чиновника з особливих доручень у намісника Царства Польського В. С. Ланського. В цей час він, під керівництвом польського лексикографа Самуїла Лінде, зайнявся порівняльним вивченням слов'янських мов. Однак вже на початку 1816 року вимушено виїхав у Санкт-Петербург, де був призначений на службу в Департамент державних маєтностей лісового відділення. Одночасно викладав у Військово-вчительському інституті, перекладав навчальні книги в комісії, яка постачала книгами школи військових поселень.

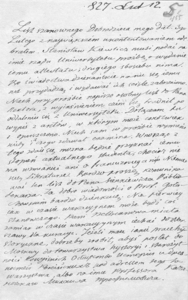
Автограф листа Івана Лобойка

У травні 1816 року він поступив на правах працівника у Вільне товариство любителів російської словесності і в 1818 році вже редагував журнал товариства, а в 1819 році виконував обов'язки бібліотекаря товариства. Спілкувався з Василем Жуковським, Миколою Карамзіним, Федором Глінкою, М. Ф. Остолоповим.
У 1822—1832 роках І.Лобойко — професор Віленського університету. Зокрема, в 1825—1827 рр. він виконував посаду декана філологічного відділення.

## Дослідження старожитностей
Виїхавши у Вільно (1821), продовжував підтримувати зв'язки з московськими і петербурзькими літераторами та ученими, переважно за допомогою інтенсивної листування (зокрема, з графом Миколою Рум'янцевим). У Віленському університеті він викладав російську літературу, російську та старослов'янську мови. Залучив до вивчення віленських архівів білорусів: греко-католицького священика Антонія Сосновського, професорів Ігнатія Даниловича, Михайла Бобровського та Йоахима Лелевеля. За ініціативою І.Лобойка студент Симон Станкевич і православний священик Іван Григорович складали словники білоруської мови, останній писав граматику.
І. Лобойко зробив ряд пропозицій по комплексному вивченню Білорусі та Литви. Збирав матеріали старобілоруських пам'яток писемності для складання словника. Запропонував Румянцевському гуртку свій проект «словника незрозумілих виразів» «Білоруського архіву давніх грамот» В. Григоровича. Вивчив білоруську мову та фольклор.
У 1825 році І.Лобойко був обраний членом Товариства північних старожитностей у Копенгагені і Товариства історії і старожитностей російських у Москві, а в 1839 році — членом Курляндського товариства словесності і мистецтв.
Стараннями І.Лобойка у Вільні була видана об'ємна антологія перекладів псалмів і віршованих творів релігійної тематики 22-х російських поетів «Зібрання російських віршів на користь юнацтва виховуваного у навчальному окрузі Імператорського Віленського університету» (1827).
У Вільні І.Лобойко прожив і після ліквідації Віленського університету (1832). В 1833—1840 роках був професором римсько-католицької Духовної академії (був також в ній членом правління). Крім того, він до 1842 року був професором Віленської медико-хірургічної академії, створеної на основі університетських факультетів. За дорученням М. А. Долгорукова, даному в 1833 році, він підготував дослідження «Вильна, столица Западной России и Киевской митрополии», опубликованное с сокращениями: Исторические воспоминания // Виленские губернские ведомости. — 1838. — № 5—11, 13—16.
До 1836 року ним були описані рукописи з бібліотеки закритого Віленського університету (їх було 132) і каталог разом з рукописами були передані в Імператорську публічну бібліотеку в Санкт-Петербурзі.
У 1840—1841 роках І.Лобойко подорожував по Німеччині і Швейцарії. У 1842 році прибув у Санкт-Петербург, де намагався вступити на службу до відділення рукописів і стародруків слов'янських книг Імператорської публічної бібліотеки; однак, на вакантне місце взяли молодого археографа Афанасія Бичкова.
У 1843 році І.Лобойко почав писати спогади. З 1844 року жив у Харкові, а з 1845 — в Одесі, був співробітником «Одеського Вісника». Подорожував по Криму (1847) і Західній Європі (1852). Восени 1856 року повернувся до написання мемуарів, які залишилися незавершеними та були надруковані лише у 2013 році.

## Родина
У 1829 році І.Лобойко одружився з курляндською дворянкою Генрієттою фон Клонман.

## Праці
- О важнейших изданиях Герберштейна записок о России. — Санкт-Петербург, 1818[3].
- Взгляд на древнюю словесность скандинавского севера. — Санкт-Петербург, 1827[4]
- Начертание грамматики российского языка, составленное по наилучшим и достовернейшим пособиям, на российском и польском языке. — Вильна, 1827[5]
- Собрание российских стихотворений. — Вильна, 1827.
- Описание польских и литовских городов (опись 80 городов)
- Исследование о Литве
- Wyjątek z listu i о runach wogulności. — 1822
- Groby olbrzymie na Żmudzi i inne zabytki starożytności tego kraju. — 1823.